# أعمال شغب سجن تمارا
في 20 يونيو 2023، اندلعت أعمال شغب في مركز المرأة للتكيف الاجتماعي،  وهو سجن للنساء يقع في تمارا، هندوراس. يشتبه في أن تكون أعمال الشغب نتيجة صراع بين أعضاء عصابتي أم أس-13 وعصابة شارع 18. قتل 46 شخصا معظمهم من حريق اندلع وسط حالة من الفوضى. يجري حاليا التحقيق في الظروف الدقيقة التي أحاطت بالحادث.

## خلفية
مركز المرأة للتكيف الاجتماعي هو سجن للنساء يقع في تمارا،  مقاطعة فرانسيسكو مورازان، على بعد حوالي 20 كيلومتر (12 ميل) من عاصمة هندوراس، تيغوسيغالبا. في ذلك الوقت، كان السجن يؤوي ما بين 800  و900  نزيلة، أي ضعف سعته المقدرة. كان السجن مسرحًا مستمرًا للصراع بين العصابات، لا سيما بين عصابة شارع 18 وعصابة أم أس-13. تزايدت عمليات القتل في السجن في السنوات التي سبقت أعمال الشغب، حيث سُجلت حوادث عنف لأول مرة في السجن في عام 2020.
الجريمة المنظمة هي قوة منتشرة في هندوراس، وغالبًا ما تدعمها تجارة المخدرات غير المشروعة. تمارس عصابات هندوراس في كثير من الأحيان نفوذًا هائلاً داخل السجون، حيث غالبًا ما يتم وضع الأنظمة والقواعد من قبل السجناء. يعتبر الصراع بين العصابات داخل السجون وبينها أمرًا شائعًا، حيث غالبًا ما تضع المرافق العصابات المتنافسة على مقربة شديدة. في تقرير صدر عام 2021، ذكرت منظمة هيومن رايتس ووتش أن "الاكتظاظ، وعدم كفاية التغذية، وسوء الصرف الصحي، والضرب، والعنف بين العصابات، وقتل المحتجزين هي أمور منتشرة في سجون [هندوراس]". تم اكتشاف بضائع مهربة، مثل المخدرات والمسدسات والرشاشات والقنابل اليدوية، في سجون هندوراس. غالبًا ما يتم رشوة قوات الأمن من قبل السجناء.
في عام 2012 في كوماياغوا، قُتل 361 شخصًا في أعنف حريق سُجّل في السجن على الإطلاق. في ديسمبر 2019، قُتل 40 نزيلاً في موجة عنف في سجنين للرجال في هندوراس في عطلة نهاية أسبوع واحدة.

## الشغب
وفقًا لدلما أوردونيز، رئيسة جمعية أسر السجناء، اندلع شجار بين أعضاء العصابات المتنافسة عصابة شارع 18 وعصابة أم أس-13. وذكرت نزيلة مصابة أن أفراد من شارع 18 اقتحموا عنبر وفتحوا النار على السجينات أو أشعلن فيهن النيران. تم حرق معظم الضحايا حتى الموت؛ في حين أصيب بعضهن بالرصاص. وأظهرت صور نشرتها وسائل إعلام محلية تصاعد الدخان الأسود من أحد السجون. صرح المتحدث باسم مكتب المدعي العام يوري مورا أن الحكومة لا يمكنها تأكيد التفاصيل المتعلقة بالحادث في الوقت الحالي.

## النتائج
أُعلن في البداية عن وفاة ما لا يقل عن 41 شخصًا، مع تحذير السلطات من أن العدد قد يرتفع،  وارتفع لاحقًا إلى 46 حالة وفاة. كان سبع سجينات يتلقين العلاج في سجن تيغوسيغالبا المحلي. تم تدمير الجزء من السجن الذي اندلعت فيه أعمال الشغب تدميرا كاملا. كان هذا هو الحادث الأكثر دموية في مركز احتجاز النساء في أمريكا الوسطى منذ عام 2017، عندما أشعلت فتيات في دار للأيتام في غواتيمالا النيران في المراتب احتجاجًا على عمليات الاغتصاب وسوء المعاملة العامة، مما أدى إلى حريق أدى إلى مقتل 41 منهن.
أشارت جوليسا فيلانويفا، رئيسة نظام السجون في هندوراس، إلى أن أعمال الشغب بدأت بسبب حملات القمع الأخيرة على الأنشطة غير المشروعة داخل سجون البلاد. وقالت في خطاب متلفز بعد أعمال الشغب "لن نتراجع". وأعلنت على تويتر حالة الطوارئ وأعلنت أن رجال الإطفاء والشرطة والقوات العسكرية سيتدخلون. اتهمت زيومارا كاسترو، رئيس هندوراس، أمن السجون وإنفاذ القانون بالرضا عن المشاغبين وحتى الإذعان لهم، قائلة على وسائل التواصل الاجتماعي إنها ستتخذ "إجراءات صارمة".

## ملحوظات
1. ↑  (بالإسبانية: Centro Femenino de Adaptación Social (CEFAS))